# Gwangsanghui
 (décembre 2021).
Si vous disposez d'ouvrages ou d'articles de référence ou si vous connaissez des sites web de qualité traitant du thème abordé ici, merci de compléter l'article en donnant les références utiles à sa vérifiabilité et en les liant à la section « Notes et références ».
Le gwangsanghui (광상희/廣象戱) est une variante du janggi.

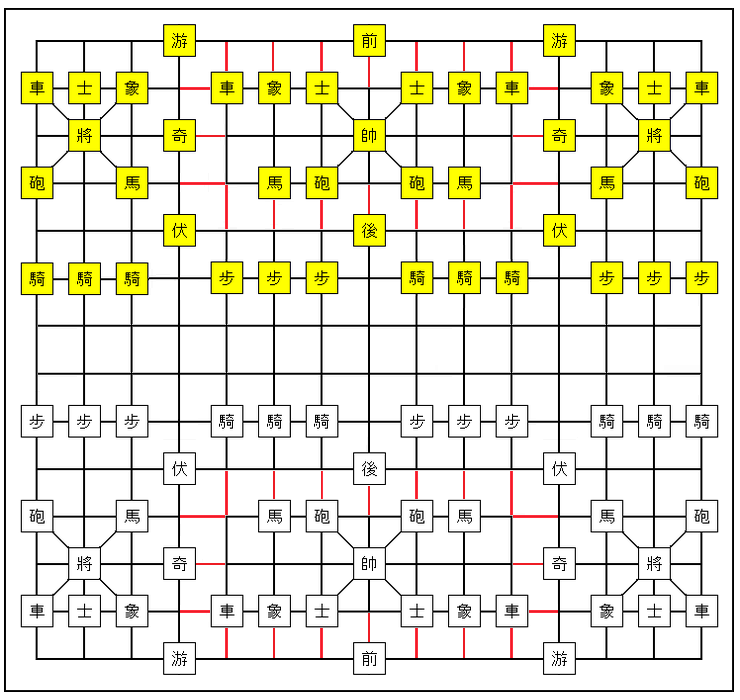
Échiquier de Gwangsanghui (la 2e et 6e ligne sont inversées sur ce fichier).

## Création
Le gangsanghui date du XVIIIe siècle. Les règles ont été exposées par Nam Yuyong pendant la période Joseon.

## Règles du jeu
Tout comme le janggi dont il est tiré et du xiangqi, il oppose deux joueurs et se joue sur les intersections.
Le plateau est composé de 15x14 intersections, 15 colonnes pour 14 lignes horizontales pour un total de 210 intersections.
Le but est de mettre en échec et mat le Roi adverse.

## Palais
Chaque joueur possède 3 palais (de 9 intersections chacun, d'où le centre se situe à la rencontre des deux diagonales), desquels les Maréchals, Généraux et Conseiller ne peuvent sortir. 
À l'instar du Janggi, les pièces présentes sur ces palais se déplacent en suivant les lignes tracées sur le plateau. 
Au centre des palais de gauche et de droite se trouvent 2 Généraux, au centre du palais du milieu se situe le Maréchal.

### Le palais des généraux
Lorsqu'un général est capturé, toutes les pièces qui sont dans le palais à ce moment sont tenues en otage, c'est-à-dire qu'elles ne peuvent pas être jouées.
De plus, si la pièce qui a capturé le général en question n'est pas mangée le tour après la capture, le joueur ayant réussi l'offensive en question reprend parmi les pièces qui étaient dans le palais, celle qu'il lui manque.
Mais si la pièce qui a capturé le général vient à être mangée le tour suivant, alors les pièces qui étaient tenues en otage seront donc libérées.

## Les pièces
Au Gwangsanghui, les pièces présentes sur l'échiquier sont réparties en 6 lignes de pions pour chacun.
Les rangs d'un joueur se composent de 43 pièces, se partageant 15 types de pions différents.

### La première ligne
La cavalerie et l'infanterie constitue un bouclier et la première ligne.
La cavalerie 騎 peut se déplacer d'une intersection latérale ou en diagonale avant.
L'infanterie 步 se déplace d'une intersection latérale et verticale uniquement frontale.

### La deuxième ligne
L'avant-garde et les 2 voyageurs constituent la deuxième ligne.
L'avant-garde 前 se déplace orthogonalement mais elle ne peut pas reculer derrière l'interstice frontale de la première ligne lors de leur position initiale.
Le voyageur 游 se déplace uniquement de deux cases en diagonale comme l'éléphant du Xiangqi. Il ne peut jamais sauter par-dessus une pièce. 

### La troisième ligne
Les 4 canons et les 4 chevaux sont les piliers de la troisième ligne offensive.
Le canon 砲 se déplace et prend une pièce au gwangsanghui. Comme il capture au janggi, il ne peut ni utiliser un canon comme écran ni en capturer un.
Le cheval 馬 se déplace orthogonalement d'une interstice puis d'une diagonale, si un pion allié ou ennemi est sur le chemin pour accéder à une case, alors le cheval ne peut pas s'y rendre.

### La quatrième ligne
La quatrième ligne est la plus importante de toutes car elle est constituée de 2 généraux, 2 officiers d'élites et du Maréchal. 
L'officier d'élite 奇 ne peut jamais sortir des trois rangées horizontales qui contiennent les trois palais, à l'intérieur de celles-ci. Il peut se déplacer orthogonalement sans restriction.
Lorsqu'un officier d'élite se déplace sur la case de départ d'une pièce alliée qui a été capturée, il se transforme en cette pièce.
Le Maréchal 帥 ne peut pas sortir du palais central. Il se déplace uniquement le long des lignes qui constituent le palais, tout comme le conseiller et le général.

### La cinquième ligne
La cinquième ligne est la plus lourde avec 4 chariots, 4 conseillers et 4 éléphants.
Le chariot 車 peut se déplacer orthogonalement sans restriction comme la tour aux échecs.
Le conseiller 士 ne peut pas quitter le palais dans lequel il réside, il se déplace uniquement le long des lignes du palais. 
L'éléphant 象 se déplace d'une intersection orthogonale puis de la diagonale de deux cases, il ne peut pas passer par-dessus une pièce, si une pièce alliée ou ennemie est sur son chemin, il ne pourra alors pas accéder à la case qui passe par la pièce en question.

### La sixième ligne
La sixième est la dernière ligne avec les embusqués et l'arrière-garde. 
L'embusque 伏 se déplace d'une case diagonalement, il ne peut pas être capturé. De plus, il a la possibilité après avoir capturé une pièce, de revenir sur la case qu'il occupait.
L'arrière garde 後 se déplace orthogonalement, mais elle ne peut pas avancer devant l'intersection derrière les premières lignes, à leurs positions initiales. 